# 克莱芒西
克莱芒西（法語：Clemency）是卢森堡西南部的一个旧市镇，属于卡佩伦县。该地自2012年起属于市镇凯尔任。

## 克莱芒西旧市镇
克莱芒西在2012年之前是一个独立的市镇。2012年1月1日，旧市镇克莱芒西与巴沙拉日并为新市镇凯尔任。成立凯尔任的法律于2011年5月24日获得通过。
旧市镇由以下村庄组成：
- 克莱芒西
- Fingig
- Schockmillen (称地)
- Nuechtbann (称地)
- Neudrisch (称地)

## 位置

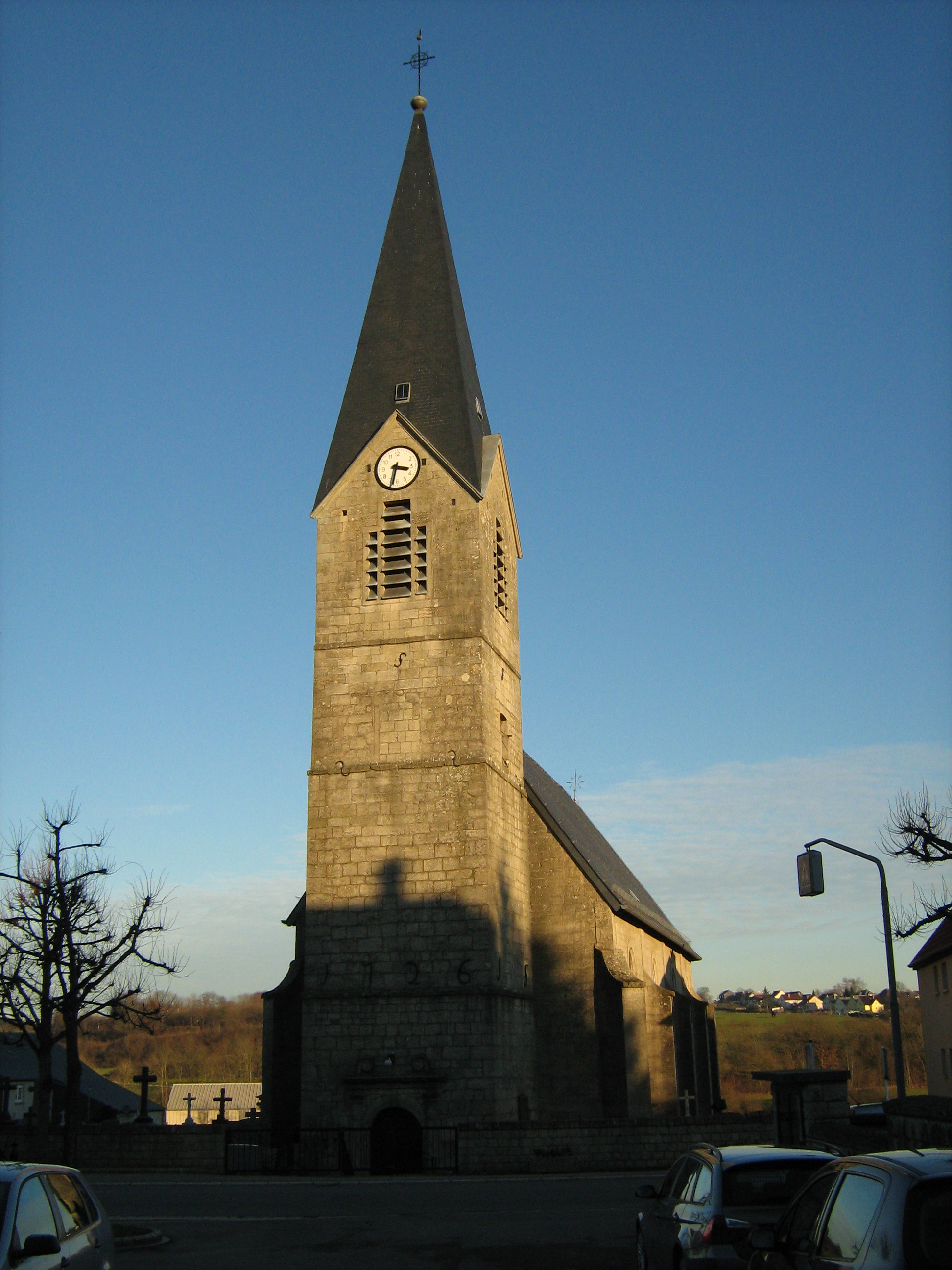
克莱芒西教堂

克莱芒西地位于卢比边界，地处艾施河的源头。该地海拔395米，最高点在Vingig村。CR 101和CR 110公路交界处的克莱芒西位于卢森堡城以西21公里，距离通往卢森堡城和布鲁塞尔的E25高速公路5公里。该地部分地区森林密布，但大部分为农业和混合农业。克莱芒西和Fingig之间有一个钓鱼池，还有一个沼泽自然保护区Neidriesch，那里有一个被保护的欧冠螈（crested newt）种群。

## 凯尔特人墓
克莱芒西的历史可以追溯到公元前1世纪时的凯尔特人部落特雷維里，其居住在Titelberg —— 一个Rodange附近的大型奥皮杜姆的周围地区。于1987年在克莱芒西发现的凯尔特人的墓室尺寸为4.30米 x 4.20米，是有史以来发现的最大的高卢陵墓。从坟墓中的供品来看，其明显一座是凯尔特贵族的坟墓，里面包括至少十个酒罐、一个斜体青铜盆、一个来自坎帕尼亚的油灯、一个铁烤架和大约30个高卢壶。墓室内的一个来自铁冶铁厂的烟囱证明了死者与炼铁工作有关。

## 旧铁路
1873年，亨利王子铁路开通。通过该铁路，乘客和货物可以从佩唐日途经克莱芒西到施泰因福特。1880年该铁路扩建后一直延伸到埃特尔布吕克，总距离为52公里，被称为阿泰尔线（Attert Line）。这条铁路一直运营到1967年，主要用于运输铁矿石和焦炭，用于该地区的采矿活动。如今，旧路线已变为自行车道。

## 城堡

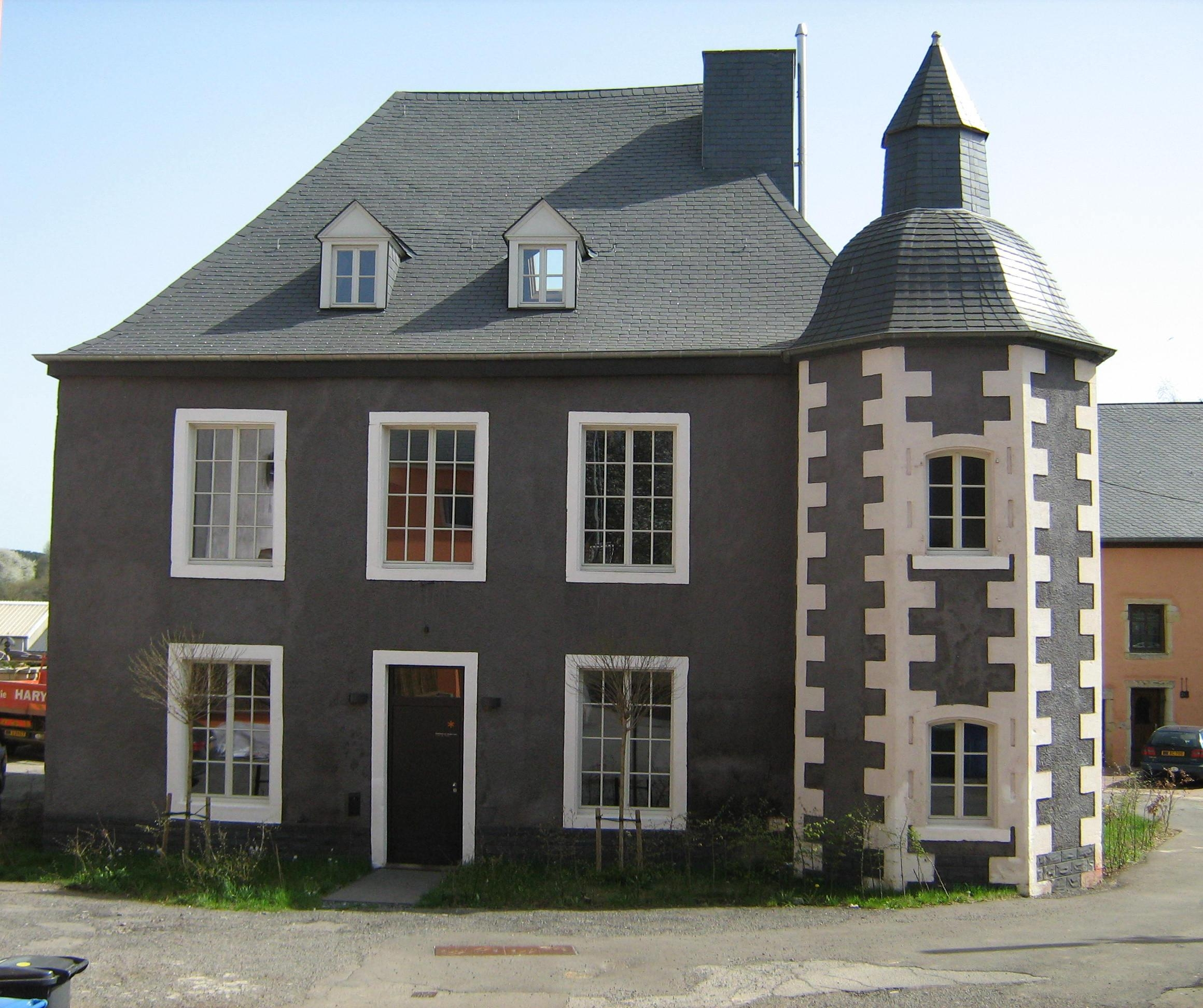
克莱芒西城堡

克莱芒西在镇中心的教堂附近还有一座小型住宅城堡。克莱芒西城堡建于1660年代，虽然年久失修，但在2009年完成了大规模的翻修工程。因此，这座城堡现在不时对公众开放。

## 今天的克莱芒西
虽然克莱芒西靠近E25高速公路，但该地近来一直在扩展为居民区，尽管它仍然主要是农业社区。当地也建立了一些小公司。克莱芒西也是步行和骑自行车的佳地，尤其是从Lamadelaine到Colmar-Berg的P12自行车道上。

## 姐妹城市
- 奥地利 加夫伦茨